# Colin Meads

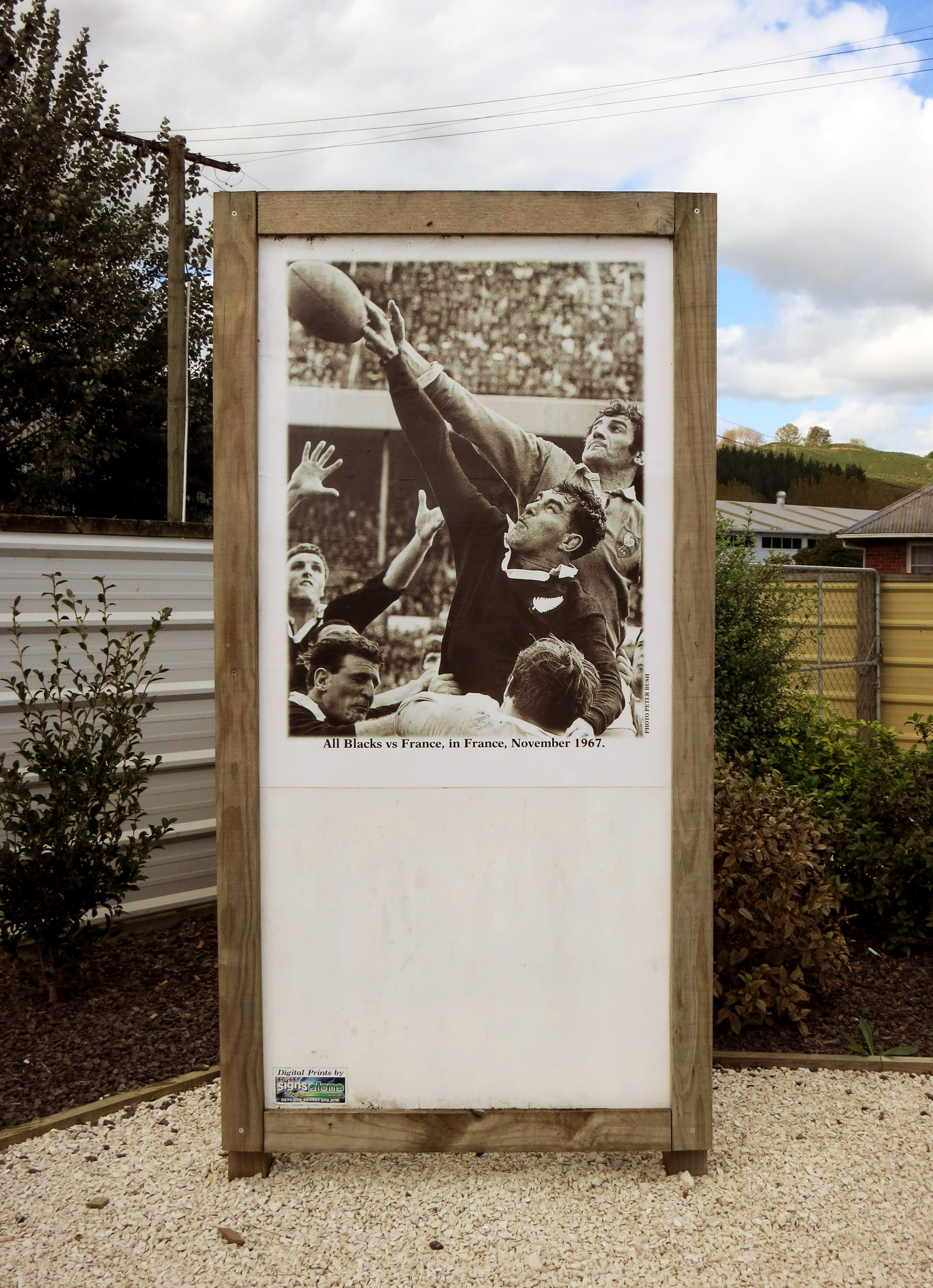
Cartel de Colin Meads en Te Kuiti, su ciudad natal.

Colin Earl Meads (Cambridge, 3 de junio de 1936-Te Kuiti, 20 de agosto de 2017) fue un jugador neozelandés de rugby que se desempeñó como segunda línea.
Colin Meads era considerado el mejor segunda línea que dio su país, para algunos el mejor forward que existió y el mejor jugador de la historia debido a su agresivo juego, compromiso, entrega, destreza y su habilidad de manos de un centro promedio. Desde 2014 era miembro del World Rugby Salón de la Fama.

## Biografía
Falleció el 20 de julio de 2017, a la edad de 81 años y tras luchar el último contra el cáncer de páncreas; su muerte fue anunciada al mundo por Bill English, el actual primer ministro de Nueva Zelanda, ya que Meads era considerado un símbolo de su país.

## Selección nacional
Fue convocado a los All Blacks por primera vez en mayo de 1957 para enfrentarse a los Wallabies, y jugó su último partido en agosto de 1971 contra los British and Irish Lions, que se encontraban realizando su gira por el país. También integró los planteles que enfrentaron a estos en 1959 y 1966. En total jugó 55 partidos y marcó siete tries.